# Alejandro Armendáriz
Alejandro Armendáriz (Saladillo, provincia de Buenos Aires, 5 de junio de 1923-Saladillo, 7 de agosto de 2005) fue un médico y político argentino, gobernador de la Provincia de Buenos Aires desde 1983 hasta 1987, luego del retorno de la democracia al país.

## Biografía
Nació en Saladillo, en la provincia de Buenos Aires, el 5 de junio de 1923. En segundo año de la escuela secundaria, se mudó a la Ciudad de Buenos Aires, donde estudió en el colegio San José. Obtuvo el título de Bachiller en 1941, y posteriormente cursó la carrera de medicina en la Universidad de Buenos Aires donde se graduó en 1949. Su padre también llamado Alejandro fue intendente de Saladillo en dos ocasiones (1920-1924 y 1927-1928), diputado provincial (1924-1927) y diputado nacional electo en las Elecciones legislativas de Argentina de 1958 para el periodo 1958-1962.
En 1950 regresa a Saladillo, donde  comienza a participar de forma activa en política. En 1954 logra su primer cargo: es electo concejal de Saladillo pero a la semana la comuna fue intervenida.
Al año siguiente, es elegido vicepresidente de la filial local de la Unión Cívica Radical
Cuatro años después (1958) fue por la intendencia de su pueblo natal. Dividido su partido, él se encolumnó en la Unión Cívica Radical del Pueblo (UCRP), que cayó derrotada por 400 votos a manos de la Unión Cívica Radical Intransigente (UCRI) que su candidato fue Carlos Antonio Arróspide, apoyado por el peronismo proscripto. Luego sería concejal (1963-1965) y diputado provincial en 1965, mandato que quedaría trunco por el golpe de Estado militar de 1966 contra el gobierno del presidente Arturo Illia.
Armendáriz se retira a la vida privada, volviendo a la política en 1972 cuando intentó ser candidato a Gobernador de Buenos Aires acompañado por Edison Otero para las elecciones generales de 1973 pero en la interna partidaria perdió ante la fórmula César García Puente-Raúl David Vacarezza (Línea Nacional), Titán representaba al Movimiento de Renovación y Cambio que lideraba el Dr. Raúl Alfonsín
En 1983, con el retorno a la democracia luego del golpe militar de 1976, es elegido gobernador de la provincia de Buenos Aires a los 60 años de edad.
Finalizó su mandato en 1987, siendo su sucesor Antonio Cafiero. 
Fue diputado nacional (1991-1995) y vicepresidente de la Convención Nacional de su partido.
Casado con Olga Gaddi, tenía dos hijos y siete nietos. Con dificultades para caminar desde hacía más de un año y medio a raíz de un accidente automovilístico, en abril de 2004 sufrió una caída al trastabillar por unas escaleras en un edificio de la ciudad de La Plata tras la cual quedó cuadripléjico y estuvo internado hasta su muerte el 7 de agosto de 2005, en su casa de Saladillo.
Posterior a su muerte fue declarado ciudadano ilustre por la Cámara de Diputados de la Provincia de Buenos Aires y un busto en Saladillo. Desde la Convención Nacional luchó para contener el partido luego de la crisis política que desató la renuncia de Fernando de la Rúa en 2001.

## Elección
En 1983, los militares del Proceso de Reorganización Nacional fijaron para la salida democrática un régimen electoral de boletas separadas. Aquel sistema inducía al corte y los comandantes militares lo impulsaron como recurso para, convencidos del triunfo del Partido Justicialista, evitar un monocolor peronista. Con boletas sueltas, Alejandro Armendáriz sacó lo mismo que Raúl Alfonsín.
La UCR, ya en el gobierno, con Alejandro Armendáriz, instauró la boleta larga que aún rige hoy.

## Reseña de gobierno
Como primer Gobernador tras el retorno  de la Democracia logró, el establecimiento del Juicio Oral en lo penal.
Ejecutó la Central Termoeléctrica de Bahía Blanca, llevando la obra hasta el 80 % de su finalización al términar su mandato. Provincialización de seis establecimientos, además, institucionalizó la Carrera médico hospitalaria formando profesionales en medicina generalizada (aumentó las residencias médicas, creando la de Médico Generalista que no existía en la provincia de Buenos Aires). Durante su período de gobierno cedió 8 puntos de la coparticipación federal correspondiente a la Provincia de Buenos Aires, situación cuestionada por la oposición y considerada sin opciones dentro del oficialismo gobernante. El gobierno radical bonaerense sumó sus propias dificultades poco pudo hacer para reactivar la producción, ofrecer soluciones suficientes al déficit habitacional y contribuir a resolver el crónico problema de las inundaciones en el interior de la provincia. En especial, fue criticado por la cesión de puntos de coparticipación federal y la falta de obras públicas. Su enfrentamiento con el gobierno nacional de origen también radical por la sucesión en el partido originó una crisis interna en la legislatura bonaerense con el bloques radical dividido en tres facciones enfrentadas entre ellas los que trabó varios proyectos de ley.

### Inundaciones
Armendáriz fue el primer gobernador que debió afrontar las inundaciones del periodo húmedo que se inició a comienzos de la década de los 70. Entre 1985 y 1987, fueron las más graves desde entonces.Se ha imputado a Armendáriz el haber ordenado sacar los sistemas de defensa que paraban el agua de un sistema hídrico que, como el de las seis lagunas "Encadenadas" al norte de Carhué no tenía contención. Las indemnizaciones en australes fueron afectadas por la hiperinflación reinante. Varios funcionarios radicales serían posteriormente imputados por desvió de fondos públicos que estaban destinados a las obras públicas contra las indundaciones, entre ellos el vicegobernador, y el ministro Conrado Storani y el ministro Aldo Neri, quien sería acusado por los vecinos damnificados de desviar la ayuda alimentaria a punteros radicales, siguiendo criterios políticos partidistas a cambio de votos.

### Gabinete Gubernamental (1983-1987)
| Ministerios del Gobierno de Alejandro Armendáriz | Ministerios del Gobierno de Alejandro Armendáriz                                          | Ministerios del Gobierno de Alejandro Armendáriz |
| Cartera                                          | Titular                                                                                   | Período |
| ------------------------------------------------ | ----------------------------------------------------------------------------------------- | --- |
| Ministerio de Gobierno                           | Juan Antonio Portesi                                                                      | 10 de diciembre de 1983 - 10 de diciembre de 1987 |
| Ministerio de Economía                           | Roberto Tomasini Osvaldo Benigno Palacios                                                 | 10 de diciembre de 1983 - 27 de mayo de 1985 6 de junio de 1985 - 10 de diciembre de 1987                                                                                               |
| Ministerio de Obras y Servicios Públicos         | Pedro Pablo Marín Daniel Arnaldo Castro                                                   | 10 de diciembre de 1983 - 19 de marzo de 1984 19 de marzo de 1984 - 10 de diciembre de 1987                                                                                             |
| Ministerio de Salud                              | José Pascual Astigueta                                                                    | 10 de diciembre de 1983 - 10 de diciembre de 1987 |
| Ministerio de Acción Social                      | Pablo Oscar Pinto                                                                         | 10 de diciembre de 1983 - 10 de diciembre de 1987 |
| Ministerio de Asuntos Agrarios                   | Adolfo Antonio Coscia Benjamín Raúl Rodríguez Carlos María Valerga Héctor Ariel Molinuevo | 10 de diciembre de 1983 - 11 de noviembre de 1984 11 de noviembre de 1984 - 28 de junio de 1985 28 de junio de 1985 - 12 de enero de 1987 12 de enero de 1987 - 10 de diciembre de 1987 |
| Ministerio de Educación y Cultura                | Ana Maria Idiart                                                                          | 10 de diciembre de 1983 - 10 de diciembre de 1987 |
| Secretarías del Gobierno de Alejandro Armendáriz |                                                                                           | |
| Secretaría General de la Gobernación             | Carlos Enrique Yeregui Enrique López                                                      | 10 de diciembre de 1983 - - 10 de diciembre de 1987 |

## Críticas

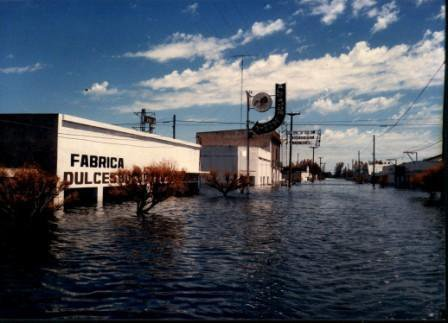
La inundación en la provincia de Buenos Aires (1985)

En noviembre de 1985 los excedentes hídricos vencieron las defensas en Villa Epecuén, inundando el pueblo que tuvo que ser evacuado. Se ha imputado al Gobernador Armendáriz debido a que tuvo que ordenar que se disperse los sistemas de defensa para evitar la explosión del un sistema hídrico de las seis lagunas "Encadenadas" al norte de Carhué esto provocó que al no tener contención se produjera la inundación. Años después algunas indemnizaciones en australes se vieron afectadas por la hiperinflación que ocurrió entre los años 1989 a 1991. 
Tres funcionarios fueron posteriormente imputados por desvío de fondos públicos que estaban destinados a las obras públicas contra las inundaciones, entre ellos el vicegobernador, y dos ministros, uno de ellos acusado por los vecinos damnificados de ayudar discrecionalmente a través de punteros partidarios.

La llamada década infame de 1980 en Latinoamérica hizo mella en la Argentina y particularmente en la Provincia más importante, tuvo que lidiar con otras dificultades respecto de la reactivación de la producción, la cual se vio embestida por las inundaciones registradas en los periodos de 1985,1986 y 1987 en diferentes distritos bonaerenses. Especialmente el gobierno sufrió la situación acaecida en Villa Epecuén o por la cesión de puntos de coparticipación federal y la falta de obras públicas. Bajo su gestión la provincia cayó de 29 puntos porcentuales a 21,7, luego de que el presidente Raúl Alfonsín fuera recortando los ingresos coparticipables a la provincia.
También fue criticada la designación por parte de Armendáriz de Leopoldo Luis Buame, quien fue jefe policial que actuó en años de la dictadura y estuvo a cargo de un Centro Clandestino de Detención en el que fueron torturadas cientos de personas, con la llegada de Armendáriz ocupó cargos de alta jerarquía en la Policía de la Provincia de Buenos Aires. En diciembre de 1986 asumió como Secretario General de la fuerza, y en marzo de 1987 ocupó el cargo de director general de Seguridad.
A fines de 1987 la Unión Cívica Radical (UCR) era desplazada vía elecciones del ejecutivo provincial para ya no volver a ejercerlo hasta la actualidad, con el triunfo del peronista Antonio Cafiero, quien sucedería a Armendáriz en el cargo de gobernador (1987-1991). La reversión de la tendencia electoral ligada a la suerte del gobierno nacional jaqueado por las altas tasas de interés internacionales, la imposibilidad de controlar la inflación, el aumento de la pobreza, las reivindicaciones sindicales traducidas en un plan de huelgas generales y por las presiones militares que derivaron en la sanción de la Ley de Punto Final, el levantamiento de Semana Santa de 1987 y la Ley de Obediencia Debida. El gobierno radical bonaerense sumó a ello sus propias dificultades y poco pudo hacer para reactivar la producción, ofrecer soluciones suficientes al déficit habitacional y contribuir a resolver el crónico problema de las inundaciones en el interior de la provincia. En especial, fue criticado por la cesión de puntos de coparticipación federal.
La coyuntura hiperinflacionaria y los saqueos marcaron el final del gobierno radical de Raúl Alfonsín. A mediados de 1989 grupos de personas comenzaron a demandar que algunos supermercados repartiesen comida gratuitamente en varios puntos del Gran Buenos Aires. El gobierno argentino estableció el estado de emergencia, más de 40 personas fueron arrestadas y por lo menos 14 murieron. Habían sido saqueados comercios en Quilmes, Bernal y San Miguel, donde también se detuvo a 260 personas. el 30 de mayo de 1989 se registraron hechos de tensión en el Gran Buenos Aires, que incluyeron concentraciones de vecinos y comerciantes que derivaron en el Municipio de La Matanza en enfrentamientos con la policía. En San Miguel, la policía informó haber detenido 268 personas por haber robado mercaderías en dos supermercados. Entre los detenidos figuraban 120 menores, vecinos de la provincia procedieron espontáneamente a la organización de las barricadas y piquetes armados con escopetas, pistolas y cuchillos ante la inacción del gobierno provincial a cargo entonces del dirigente justicialista Antonio Cafiero, sucesor de Armendáriz en el cargo a partir de 1987.

## Actividad política posterior
Su vida política posterior transcurrió entre cargos partidarios (llegó a ser vicepresidente de la Convención Nacional de la UCR), la titularidad del PAMI (1988) y un mandato de diputado nacional (1991-1995).